# DSharp
Дэрек Глитон (англ. Derryck Gleaton, более известный под сценическим псевдонимом DSharp; род. 30 августа 1988, Южная Каролина) — американский скрипач, диджей, певец и продюсер, живущий в Атлантик-Сити, Нью-Джерси. Известный своим брендом цветных скрипок, он пишет свою собственную музыку и выполняет кавер-версии популярных песен, сосредоточив внимание на хип-хоп, электронной танцевальной музыки и классических произведениях.
DSharp играет в клубах по всему миру, в том числе в Амстердаме, Дубае, Лондоне, на Филиппинах и в Швеции, где он выступал с Smokey Robinson, American DJ Каскейд, голландскими диджеями Afrojack, Чаки, Nicky Romero и R3hab и шведским DJ Ингроссо, Он играл с Dave Matthews трибьютом группы, а в 2012 году играл на четырёх дорожках альбома рэпера Rick Ross в God Forgives, I Don’t"", продюсируемых J.U.S.T.I.C.E. Лигой.

## Биография
Родился в Южной Каролине. Родители — Дон и Мэй Глитон. DSharp посещал школу в Колумбии, штат Джорджия. Он начал играть в шестом классе, когда, не имея возможности найти трубу для элективного курса, он выбрал вместо неё альт, и завоевал место с Молодёжным струнным оркестра Greater Columbus. Семья переехала в город Энистон, штат Алабама, где его в частной школе обучал Билл Бразелтон, который играл на альте и скрипке в течение 65 лет.
DSharp играл с оркестром Джексонвилль State Community и молодёжным оркестром Etowah, путешествуя в Мемфис, Сент-Луис и Лондон с последним. После окончания средней школы в 2006 году он посетил университет Алабамы, а именно факультет музыкальной науки, где он стал послом творческой инициативы в кампусе университета. В 2010 году он был переведён в Университет штата Джорджия в Атланте.